# Ллівелин ап Йорверт
Ллівелин ап Йорверт (вимовляється [ɬəˈwɛlɪn ab ˈjɔrwɛrθ], прибл. 1173 — 11 квітня 1240), також відомий як Ллівелин Великий (валл. Llywelyn Fawr, [ɬəˈwɛlɪn vaʊ̯r]; лат. Leolinus Magnus), був середньовічним валлійським правителем. Він змінив свого дядька, Давида ап Овайна Гвінеда, на посаді короля Гвінеда в 1195-му році. Поєднанням війни та дипломатії він панував над Уельсом протягом 45 років.

## Біографія
Народився близько 1173-го року в замку Долвіделан у Північному Уельсі, він був онуком Овайна Гвінеда — славетного правителя, який раніше об’єднав північноваллійські землі. Ллівелин виріс у період політичної нестабільності, коли Уельс був поділений між численними дрібними князями, які часто ворогували між собою.
Близько 1200-го року Ллівелину вдалося здобути повний контроль над князівством Гвінед. У цей час інше велике валлійське князівство — Дехейбарт — занепадало через міжусобиці, і Ллівелин скористався ситуацією. Він почав активно розширювати свій вплив, укріплюючи владу в так званій «Pura Wallia» — частині Уельсу, яка залишалась під управлінням місцевих князів, а не англійських баронів марки. Уже тоді він почав іменувати себе князем усього Північного Уельсу.
Після смерті свого двоюрідного брата Ґріфіда ап Кінана у 1200-му році, Ллівелин приєднав нові землі, а в 1201-му році приєднав ще більше, після арешту іншого родича, Маредіда ап Кінана, якого звинуватили в зраді. Того ж року Ллівелин уклав договір із англійським королем Іоанном Безземельним: король визнавав його володіння, а Ллівелин присягав йому на вірність. Союз було закріплено у 1205-му році шлюбом Ллівелина з Іоанною— позашлюбною дочкою Іоанна, що значно посилило його політичне становище.

Зміцнений своїми здобутками та примноженням влади, Ллівелин виступив проти Ґвенвинвина ап Овайна з Повіса — свого головного суперника в Уельсі. Хоча вторгнення було скасоване за втручання духовенства, Ллівелин чітко дав зрозуміти свої наміри. Тісний зв'язок з королівською родиною приніс йому користь, коли Ґвенвинвин був заарештований і позбавлений своїх земель Іоанном. Ллівелин захопив більшу частину цих територій. Він також брав участь у військовій кампанії на боці короля Іоанна проти короля Шотландії Вільгельма I.

Герб королівського дому Гвінед традиційно вперше використовував батько Ллівелина, Йорверт Дрвіндун.

Однак мир тривав недовго. Ллівелин посварився з Іоанном, можливо, через союз із лордом, який був не в милості у короля. Гвінед був спочатку атакований графом Ранульфом Честерським, а потім у 1211-му році — самим королем Іоанном та союзом майже всіх інших валлійських князів.Поразка у війні була пом’якшена втручанням дружини Ллівелина, яка вмовила батька не відбирати всі його землі. Натомість Ллівелин був обмежений територією на захід від річки Конві.
Мінлива політика валлійських князівств призвела до утворення союзу між Ллівелином, князями Повіса і Дехейбарта проти тепер уже непопулярного короля Іоанна.
Союз здобув військові перемоги у 1212–1213-му роках, повернувши втрачені території. Іоанн, який на той час зазнавав тиску і погроз замаху, не зміг завдати удару у відповідь. Його атакували власні незадоволені лорди, які згодом змусили його підписати Велику хартію вольностей.
У 1215-му році Ллівелин по-справжньому заслужив своє прізвисько Великий — його союз захопив замки Кармартен, Кідвеллі, Лланстефан, Кардіган і Кілгерран.
Він став лідером вільних князів Уельсу й фактично правителем більшої частини країни. У 1216-му році інші князі на зібранні в Абердиві підтвердили свою вірність Ллівелину.
У 1218-му році новий король Англії Генріх III визнав володіння Ллівелина за договором у Вустері. У наступні роки траплялися сутички з прикордонними лордами, але Ллівелин виявляв політичну далекоглядність — укріплював своє становище шляхом шлюбних союзів: його доньки стали дружинами прикордонних лордів.
Він розпочав масштабне будівництво замків, зокрема: Крік'єт, Кастел-і-Бере, Долвіделан та Томен-і-Бала.

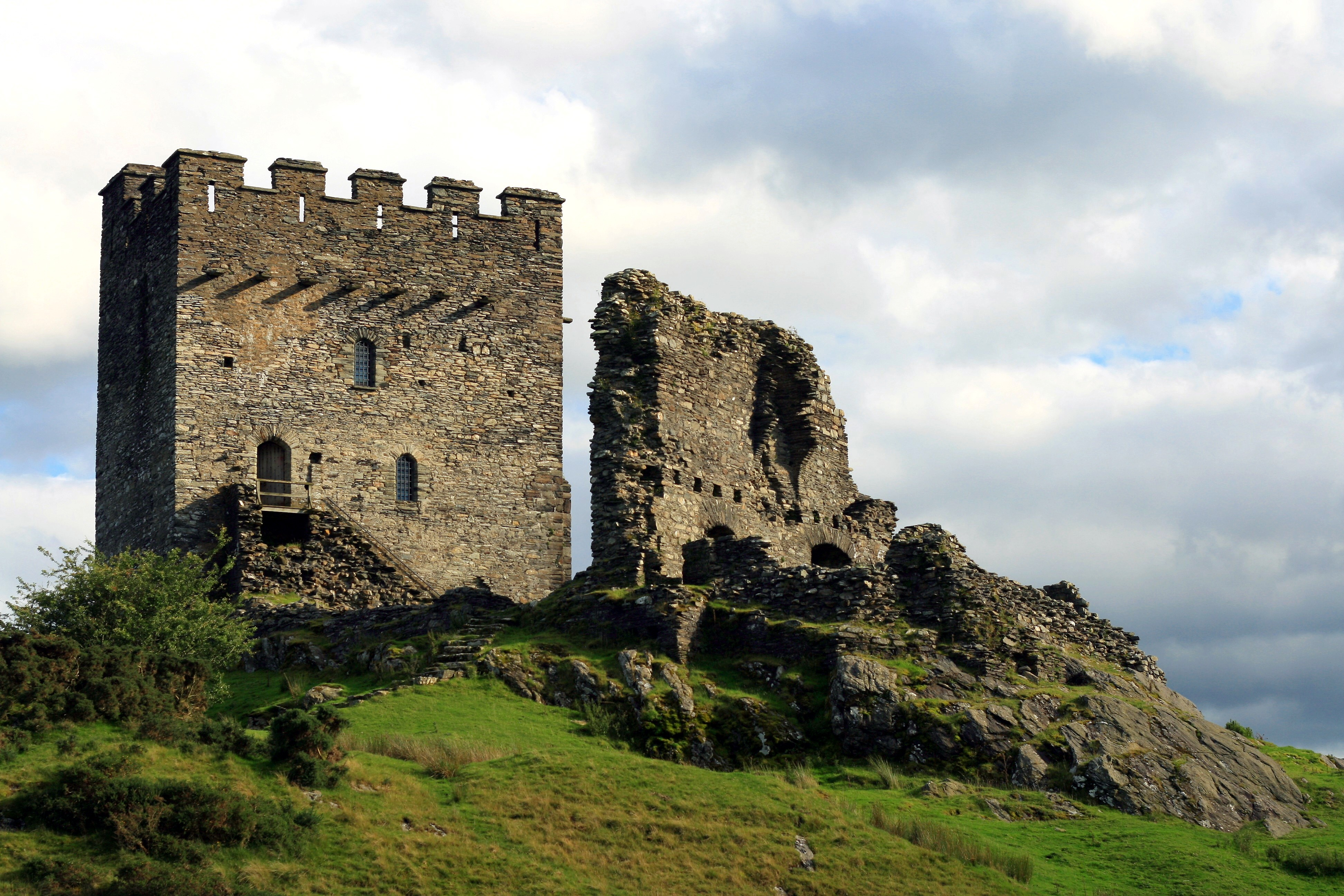
Замок Долвіделан був побудований Ллівелином; старий замок неподалік, можливо, був місцем його народження.

Однак Ллівелин не міг уникнути конфліктів з англійською короною — він регулярно здійснював набіги на англійські землі або вступав у суперечки з такими впливовими людьми, як Губерт де Бург.
Попри це, його позиції загалом залишалися незмінними, і він мав політичну владу, якої, можливо, більше не досяг жоден валлійський князь. Мир у Міддл, укладений між Ллівелином і королем у 1234-му році, спочатку був тимчасовим — на два роки, але поновлювався щороку, аж до смерті Ллівелина у 1240-му році.

### Смерть

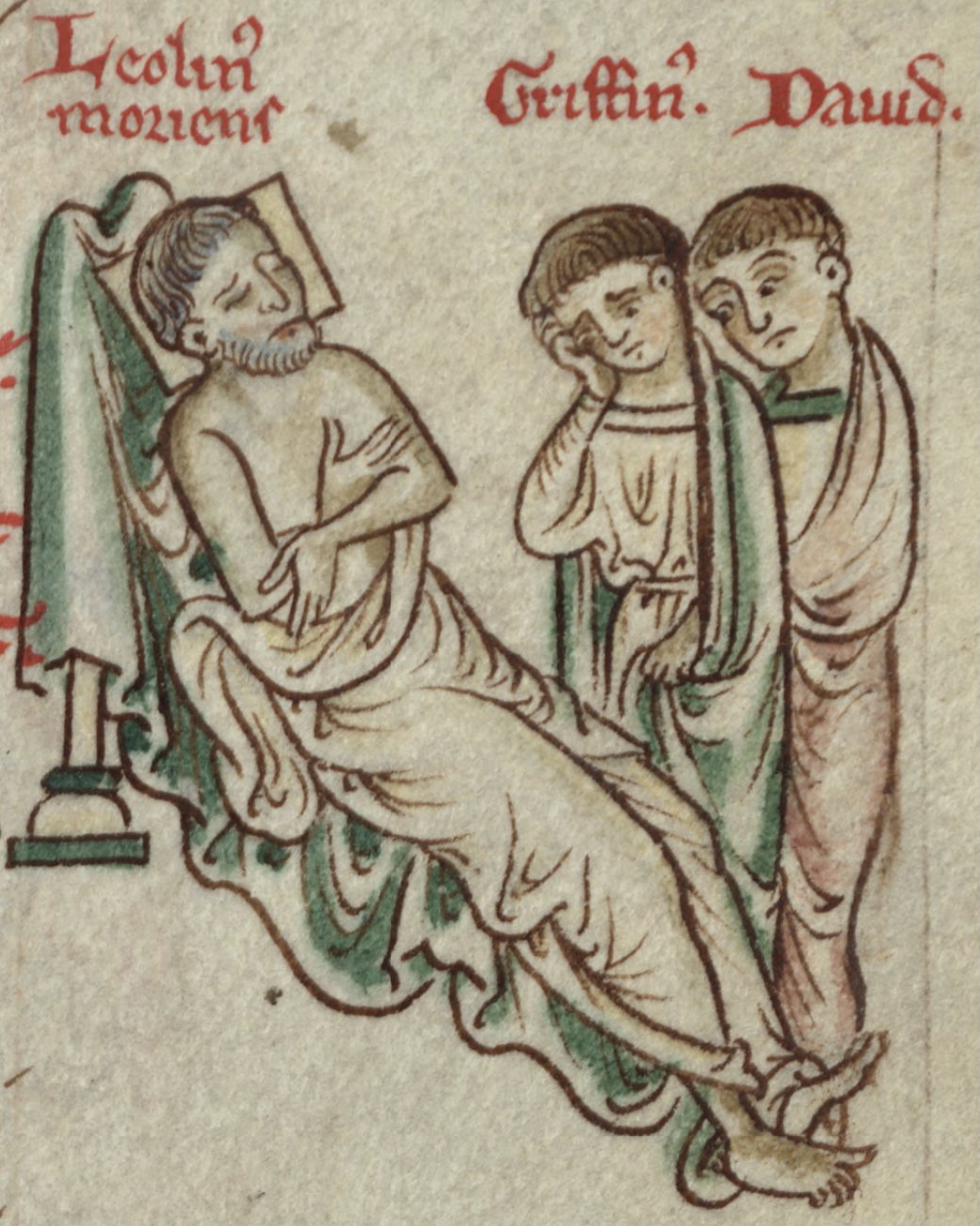
Ллівелин на смертному одрі (ліворуч) зі своїми синами Ґріфідом (у центрі) і Давидом (праворуч)

Іонна, дружина Ллівелина, померла в 1237-му році, і, схоже, сам Ллівелин того ж року переніс паралітичний інсульт. З цього часу його спадкоємець Давид брав дедалі більшу участь в управлінні королівством. Давид позбавив свого зведеного брата Ґріфіда земель, подарованих йому Ллівелином, а пізніше вполонив його та його старшого сина Овайна та тримав їх у замку Крік'єт. Літописець «Брут-і-Тивісогіон» записує, що в 1240-му році «лорд Ллівелин ап Йорверт, князь Уельський, син Овайна Гвінеда, другого Ахіллеса, помер, прийнявши релігійний звичай в Аберконві, і був похований з почестями».
Ллівелин помер у цистерціанському абатстві Аберконві, яке він заснував, і був там похований.  Пізніше це абатство було перенесено до Мейнану, ставши абатством Мейнан поблизу Лланруста, а кам’яну труну Ллівелина тепер можна побачити в церкві Святого Ґруста, Лланруст.
Давид успадкував від Ллівелина посаду князя Гвінеда, але король Генріх не був готовий дозволити йому успадкувати посаду свого батька в решті Уельсу. Давид був змушений погодитися на договір, який значно обмежував його владу, а також був зобов'язаний передати свого зведеного брата Ґріфіда королю, який тепер мав можливість використати його проти Давида. Ґріфід загинув під час спроби втечі з Лондонського Тауера в 1244-му році. Це було на користь Давиду, але сам Давид помер у 1246-му році з незаконнонародженими і неповнолітніми нащадками, і зрештою його успадкував його племінник, син Ґріфіда, Ллівелин ап Ґріфід.